# Васильева, Светлана Михайловна
Светлана Михайловна Васильева (род. 24 июля 1992 года) — российская легкоатлетка, которая специализируется в спортивной ходьбе на 20 километров.

## Карьера
В 2009 году завоевала бронзу на дистанции 5000 метров на чемпионате мира среди юношей (Больцано,  Италия).
На Кубке мира 2010 года завоевала командное серебро.
В 2011 году выиграла юниорское первенство России на дистанции 10000 метров. На юниорском чемпионате Европы в Таллине была второй. 
В 2013 году была второй на чемпионате России. На молодёжном чемпионате Европы победила на дистанции 10000 метров.
В 2014 году была второй на чемпионате России.
В 2015 году завоевала бронзу чемпионата России. Также завоевала индивидуальную бронзу и командное золото Кубка Европы.
В августе 2017 года Светлана Васильева дисквалифицирована на четыре года за нарушение антидопинговых правил. Ее отстранение отсчитывается с 13 декабря 2016 года. Васильева обвиняется в нарушении п. 32.2 "Использование или попытка использования спортсменом запрещенного вещества или запрещенного метода" антидопинговых правил ИААФ. Результаты спортсменки с 18 октября 2011 года по 14 июля 2013 года и с 24 мая по 12 декабря 2016 года аннулированы.